# Tel Emek
Tel Emek (hebrejsky: תל עמק) je pahorek o nadmořské výšce 57 metrů v severním Izraeli, na pomezí Horní Galileji a pobřežní nížiny.
Nachází se na severozápadním okraji města Kafr Jasif, jižně od vesnic Ošrat a Bejt ha-Emek. Má podobu řídce zalesněného pahorku, po jehož severním okraji vede vádí Nachal Zoch, do kterého ze západních úbočí pahorku stéká pramen Ejn Zoch. Mezi tímto pramenem a vrcholkem prochází dálnice číslo 70. Pahorek je významný jako nejzazší výspa kopcovité krajiny Horní Galileje, vysunutá do pobřežní roviny.